# What Do You Mean?
What Do You Mean? è un singolo del cantante canadese Justin Bieber, pubblicato il 28 agosto 2015 come primo estratto dal quarto album in studio Purpose.
La canzone è stata annunciata per la prima volta dallo stesso Justin il 28 luglio 2015 su On Air con Ryan Seacrest. È stata eseguita per la prima volta dal vivo agli MTV Video Music Awards 2015 e ha avuto un grande successo commerciale in tutto il mondo, raggiungendo la cima delle classifiche di Canada, Australia, Irlanda, Nuova Zelanda, Stati Uniti, Regno Unito e Svezia.

## Descrizione
Il brano è stato scritto da Bieber stesso insieme a Jason Boyd e Mason Levy. Si tratta di un pezzo tropical house, accompagnato da strumenti a fiato e con influenze pop e reggae; la base è inoltre caratterizzata da una melodia di pianoforte e da un ticchettio di un orologio.
Il testo è una dedica a Selena Gomez, ex compagna di Bieber. Lo ha rivelato lo stesso cantante, pubblicando una foto sul suo profilo Instagram. Nella foto si vede una parete dipinta a street art dove si può vedere chiaramente il nome "Selena" fra le parole "hope" (speranza) e "love" (amore).

### Remix
Di questo singolo è stato eseguito un remix ufficiale, raffigurante la collaborazione della cantante statunitense Ariana Grande, pubblicato su iTunes il 16 ottobre 2015 solo per chi ha prenotato l'album Purpose su tale piattaforma.

## Promozione
L'uscita del singolo è stata annunciata dallo stesso Bieber il 28 luglio 2015 su On Air con Ryan Seacrest. Durante la messa in onda, il manager del cantante Scooter Braun aveva suggerito a Bieber di promuovere la pubblicazione del brano postando immagini sul suo profilo Instagram.
Per promuovere la canzone, Braun ha contattato numerose celebrità che hanno pubblicato sul profilo Instagram di Bieber immagini in cui facevano il conto alla rovescia dei giorni della pubblicazione del brano. A questa iniziativa hanno partecipato molte star del mondo della musica e dello spettacolo, tra cui Ariana Grande, Ed Sheeran, Mariah Carey, Ben Stiller, le Fifth Harmony, Martin Garrix, Britney Spears, Meghan Trainor e Big Sean.

## Video musicale
L'uscita del videoclip è stata anticipata il 28 agosto 2015 da un lyric video diretto da Laban e a cui hanno partecipato gli skater Ryan Sheckler e Chelsea Castro.
Il video ufficiale, diretto da Brad Furman e interpretato da John Leguizamo, è stato pubblicato il 30 agosto 2015 a seguito degli MTV Video Music Awards 2015, durante i quali il cantante ha eseguito per la prima volta dal vivo il brano. Esso mostra Justin Bieber e una ragazza (interpretata dalla modella Xenia Deli) mentre vengono ripresi in momenti di intimità all'interno di un motel. Poco dopo entrano tre ladri, che rapiscono i due ragazzi. Dopo essere stati rapiti la coppia riesce a liberarsi e cerca una via di fuga, ma vengono bloccati da una parte dai ladri, mentre dall'altra da una grossa buca. I due allora saltano nel vuoto e rimbalzano su dei gommoni: una volta a terra, si scopre che uno dei rapinatori è proprio John Leguizamo. Il video si conclude con Justin Bieber che si diverte a fare skateboard e a festeggiare con la gente.

## Classifiche

### Classifiche settimanali
| Classifica (2015) | Posizione massima |
| ----------------- | ----------------- |
| Australia         | 1                 |
| Austria           | 1                 |
| Belgio (Fiandre)  | 3                 |
| Belgio (Vallonia) | 2                 |
| Canada            | 1                 |
| Danimarca         | 1                 |
| Finlandia         | 1                 |
| Francia           | 3                 |
| Germania          | 4                 |
| Irlanda           | 1                 |
| Italia            | 2                 |
| Libano            | 6                 |
| Lussemburgo       | 9                 |
| Norvegia          | 1                 |
| Nuova Zelanda     | 1                 |
| Paesi Bassi       | 1                 |
| Regno Unito       | 1                 |
| Repubblica Ceca   | 1                 |
| Slovenia          | 26                |
| Spagna            | 1                 |
| Stati Uniti       | 1                 |
| Svezia            | 1                 |
| Svizzera          | 2                 |

### Classifiche di fine anno
| Classifica (2016) | Posizione |
| ----------------- | --------- |
| Brasile           | 35        |